# Francis Guerrier

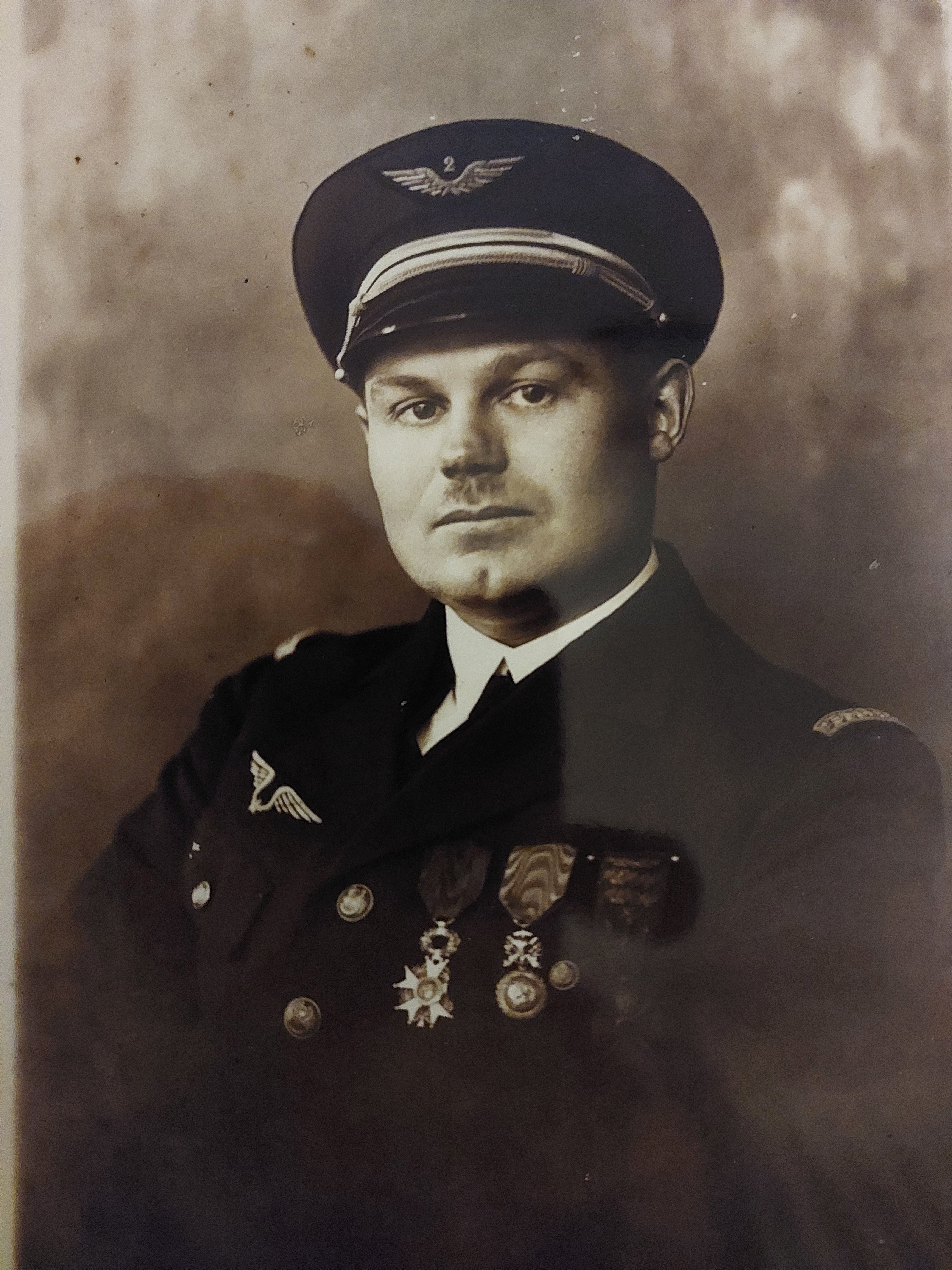
Francis Guerrier, Mle I.117.

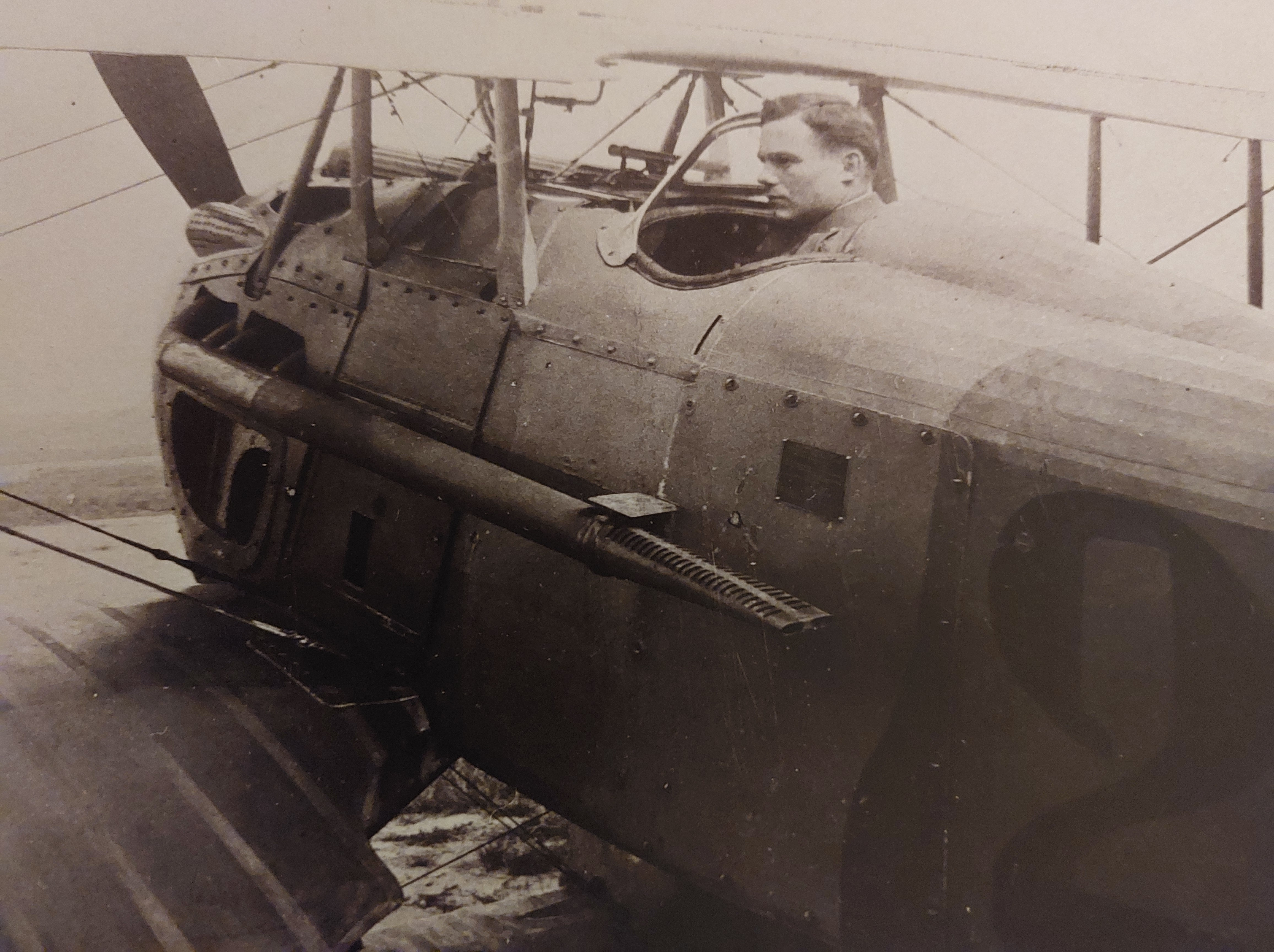
Francis Guerrier, escadrille de chasse Spa 77

Francis Henri Marie Guerrier, né le 2 mars 1896 à Treffieux et mort le 28 juin 1969 à Nantes, est un as de l'aviation français de la Première Guerre mondiale.

## Biographie
Pendant la Première Guerre mondiale, il sert au 2e régiment d'infanterie. Il obtient une croix de guerre avec étoile de bronze le 27 avril 1917. Par la suite, il est muté dans l'aviation au sein de l'escadrille Spa.77 (en). À partir du 16 mai 1918, il commence à marquer des victoires sur les ballons d'observation ennemis. Abattu et en flammes, il est gravement blessé. À la fin de la guerre, promu sous-lieutenant, il avait réussi à abattre cinq des engins ennemis malgré les risques extrêmes impliqués.
Il remporte non seulement la croix de guerre avec trois palmes, une étoile de vermeil et trois étoiles de bronze, mais aussi une nomination à la Légion d'honneur en tant que chevalier. De plus, il remporte la médaille militaire le 15 octobre 1918, juste avant la fin de la guerre.
Après la guerre, il revient dans la région de Nantes pour exercer le négoce de graines.
Promu lieutenant, il sert à sa demande et est mobilisé dans un poste d'encadrement lors de la Seconde Guerre mondiale.

## Distinctions
- Chevalier de la Légion d'honneur
- Croix de guerre 1914–1918
- Médaille militaire (1918)

## Sources
- Marcel Catillon, Mémorial aéronautique: qui était qui ?, 1997
- Jon Guttman, Balloon-Busting Aces of World War 1, 2013
- Daniel Porret, Les "as" français de la Grande Guerre. Volumes 1-2, Service historique de l'Armée de l'air, 1983